# Fc (DOS)
Pour les articles homonymes, voir FC.
fc (de l’anglais file compare, comparaison de fichier) est une commande DOS et Windows qui permet de comparer deux fichiers et d'afficher leurs différences.

## Histoire
La commande fc est incluse dans les systèmes d'exploitation Microsoft depuis MS-DOS 2.11 (par exemple sur la version DEC Rainbow 1984/85) et est incluse dans toutes les versions de Microsoft Windows. fc a également été inclus dans IBM OS/2 version 2.0.
DR DOS 6.0 inclut une implémentation de la commande fc.
La commande est également disponible dans FreeDOS . Cette implémentation est sous licence GPLv2+.

## Fonctionnalités
fc peut comparer des fichiers texte ainsi que des fichiers binaires. Les dernières versions peuvent comparer du texte ASCII ou Unicode . Le résultat de la comparaison réalisé par fc est principalement destiné à être lupar l'homme et peut être difficile à utiliser par d'autres programmes.